# HAProxy
HAProxy — вільне програмне забезпечення, проксі-сервер і балансувальник наватаження в системах з високою доступністю. HAProxy працює з запитами застосунків, що передаються з використанням протоколів TCP та HTTP і розповсюджує запити серед багатьох серверів. Він написаний на C і має репутацію швидкого та ефективного (за використанням процесора та оперативної пам'яті) проксі-сервера.
HAProxy використовується багатьма високонавантаженими вебсайтами, в тому числі GitHub, Bitbucket, Stack Overflow, Reddit, Tumblr, Twitter та Tuenti, а також він задіяний у сервісі OpsWorks, що надає Amazon Web Services.

## Історія
HAProxy був створений у 2000 році, його автор — Willy Tarreau, один з провідних учасників розробки ядра Лінукс, котрий досі підтримує цей проект.

## Продуктивність
Сервери, оснащені двохядерними процесорами Opteron або Xeon зазвичай витримують навантаження в межах 15000 — 40000 запитів за секунду, і без проблем можуть обробити весь трафік, який надходить зі швидкістю 2 Гбіт/с під Лінукс. У зв'язку з частим використанням таких серверів у обчислювальних мережах рівня організацій, моніторинг продуктивності HAProxy у масштабованих системах стає все більш важливим завданням. Моніторинг продуктивності по всьому ланцюжку, від клієнта до сервера вебзастосунків, потребує відстежувати показники з фронтендів, бекендів, а також з власне HAProxy хостів. Наразі доступно кілька інструментів для вимірювання продуктивності HAProxy, як з відкритим похідним кодом, наприклад HATop [Архівовано 11 грудня 2016 у Wayback Machine.], так і платні, наприклад Datadog.

## Схоже програмне забезпечення
- Squid
- Varnish
- Hipache
- Træfɪk

## Також дивіться
- LAMP, LYME, та LEAP